# Cap Oriental
El Cap Oriental és una de les actuals províncies de Sud-àfrica, formada amb part de l'antiga província del Cap i tot el territori dels bantustans de Transkei i Ciskei.

## Municipis
La província del Cap Oriental es divideix en 46 municipis:
- Aberdeen Plain
- Alfred Nzo
- Amahlathi
- Amatole
- Baviaans
- Blue Crane Route
- Buffalo City (East London, Mdantsane i King William's Town)
- Cacadu
- Camdeboo
- Chris Hani
- Elundini
- Emalahleni
- Engcobo
- Gariep
- Great Kei
- Ikwezi
- Inkwanca
- Intsika Yethu
- Inxuba Yethemba
- King Sabata Dalindyebo
- Kouga
- Kou-Kamma
- Lukanji
- Makana
- Maletswai
- Mbhashe
- Mbizana
- Mhlontlo
- Mnquma
- Ndlambe
- Nelson Mandela Metropolitan (Port Elizabeth, Uitenhage i Despatch)

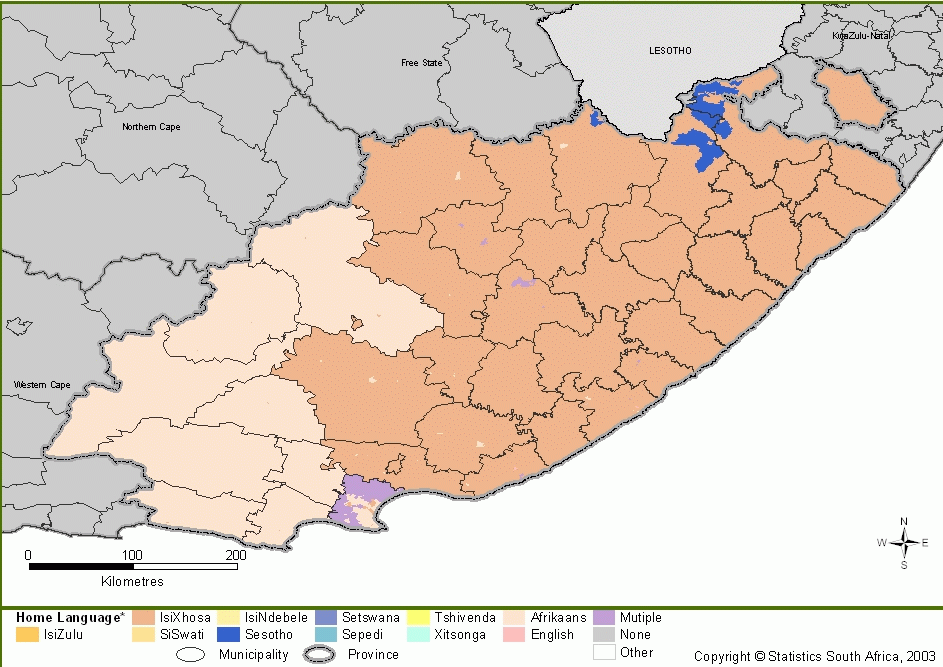
Mapa lingüístic del Cap Oriental

- Ngqushwa
- Nkonkobe
- Ntabankulu
- Nxuba

- Nyandeni
- O.R. Tambo
- Port Saint Johns
- Quakeni
- Sakhisizwe
- Senqu
- Sunday's River Valley
- Tsolwana
- Ukhahlamba
- Umzimkhulu
- Umzimvubu